# Campamento romano de Ciadella
El campamento romano de Ciadella fue un asentamiento militar activo entre los siglos II y IV, situado en el tramo viario entre Brigantium y Lucus Augusti, en la parroquia gallega de Ciadella (Sobrado).  En él se mantenían entre 500 y 600 militares de la Cohors I Celtiberorum Equitata civium romanorum. Esta unidad auxiliar del ejército imperial romano tuvo como función la vigilancia de la Vía XX, trabajo que desempeñó entre los años 123 y 395.

## Historia y características

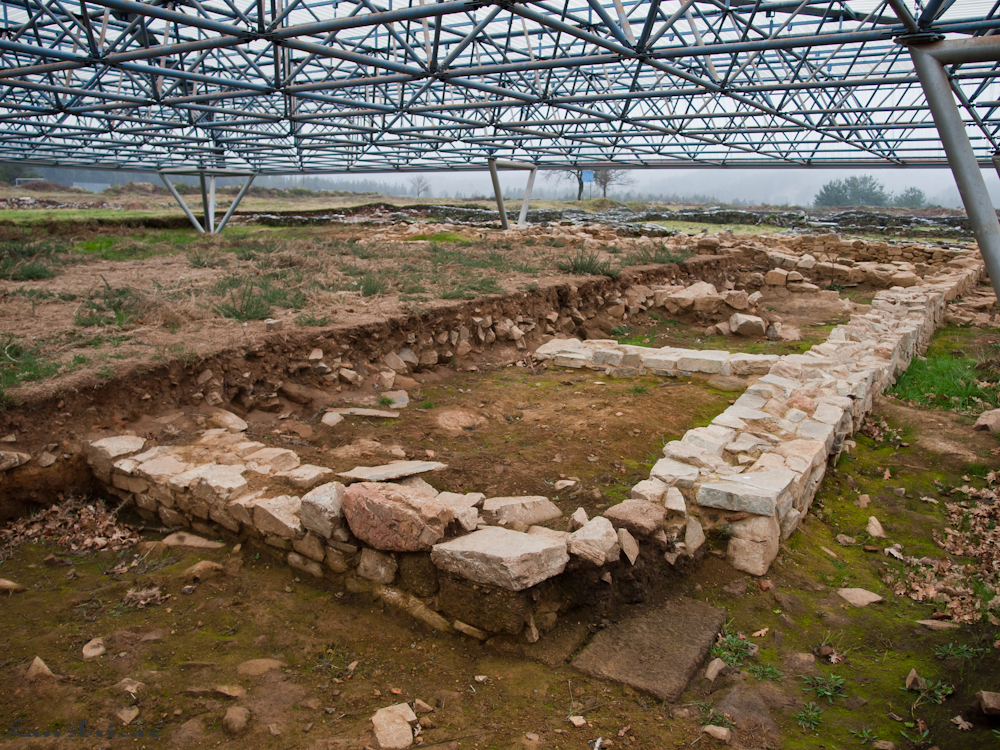
Campamento romano de Ciadella

La Cohors I Celtiberorum Equitata civium romanorum, formada en el año 80, habría sido trasladada desde Mauritania a Hispania en el año 123, adscrita a la Legio VII Gemina (León) por orden del emperador Adriano, como da testimonio la Tessera de Castromao (Celanova), que dice:
| AE 1972, 282: C(aio) Iulio Serio Augurino C(aio) Trebio Sergiano Co(n)s(ulibus) Coelerni ex Hispania Citeriore Conventus Bracarum C(aio) Antonio Aquilo Novaaugustano Praef(ecto) Coh(ortis) I Celtiberorum Liberis Posterisque eorum Hospitium Fecerunt C(aius) Antonius Aquilus cum Coelernnis Liberis posterisque eorum Hospitium fecit legatus egit P(ublius) Campanius Lemianus | Siendo cónsules Cayo Serio Augurino y Cayo Trebio Sergiano. Los Coelerni del convento Bracaraugustano de la provincia Hispania Citerior hicieron pacto de hospitalidad con Cayo Antonio Aquilo, prefecto de la Cohors I Celtiberorum, para sí, para sus hijos y para sus descendientes. Cayo Antonio Aquilo realizó pacto de hospitalidad con los Coelerni, para sí, sus hijos y sus descendientes. Actuó como legado (de los Coelerni) Publio Campanio Leminiano |

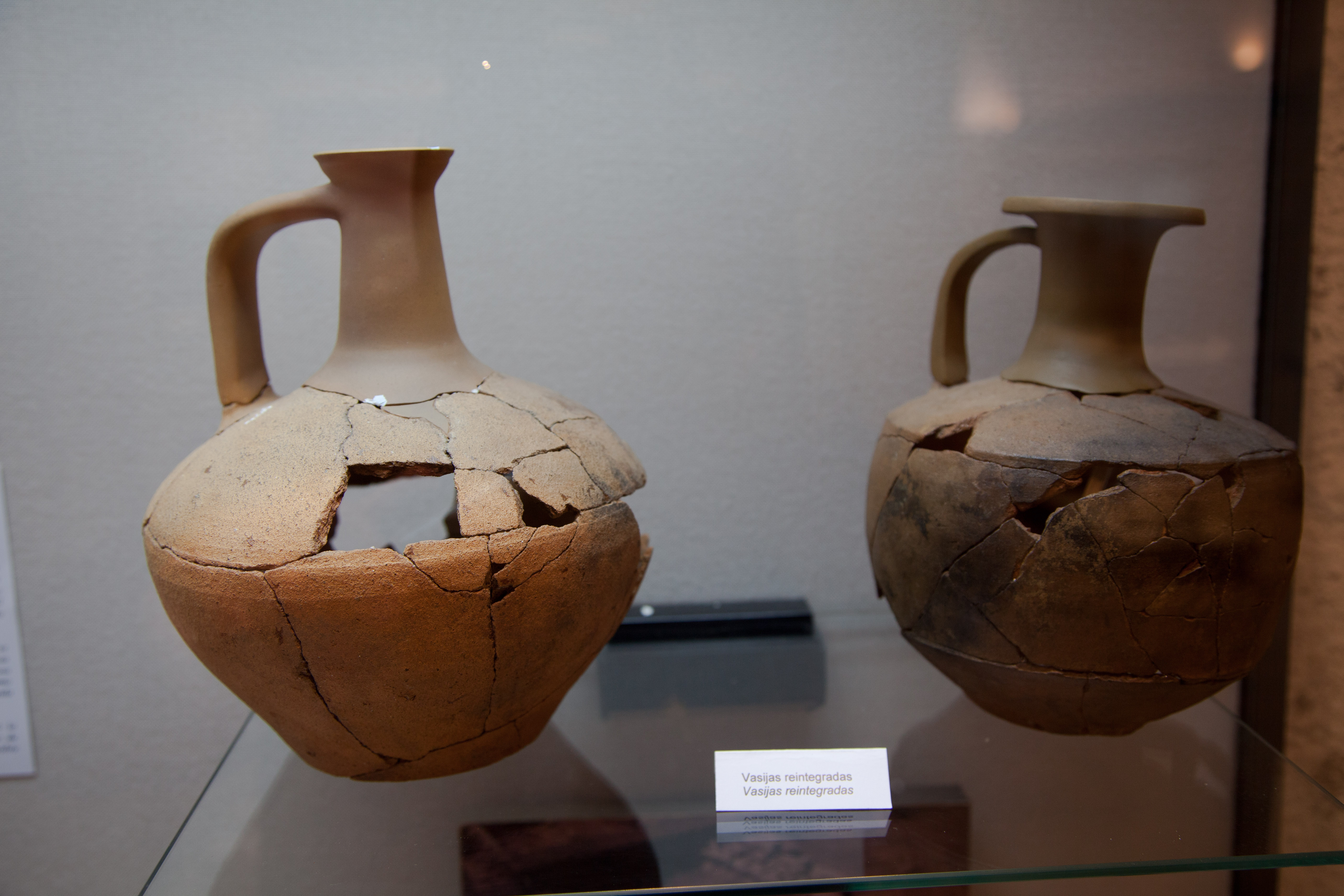
Vasijas encontradas en el campamento

El recinto fue construido entonces, en un altiplano de 480 metros sobre el nivel del mar, rodeado por una pequeña cadena montañosa, cerca del río Cabalar. Tenía una muralla perimetral de 172 x 140 metros, con las esquinas redondeadas, y un foso externo que complementaba las funciones defensivas de la muralla. La extensión del campamento era de 2,4 hectáreas. Existían además cuatro puertas de acceso al campamento, y varias torres de vigilancia. En el interior había dos edificios principales. Uno de ellos era la Principia (cuartel general), de planta casi cuadrada, que medía 29,5 x 29,6 metros. Al lado de la Principia estaba el Praetorio (residencia del comandante) de 38 x 29,6 metros. Los dos edificios estaban separados por una amplia calle. El resto de los edificios serían barracones, sanitarios, cuadras para los animales y una cantina.

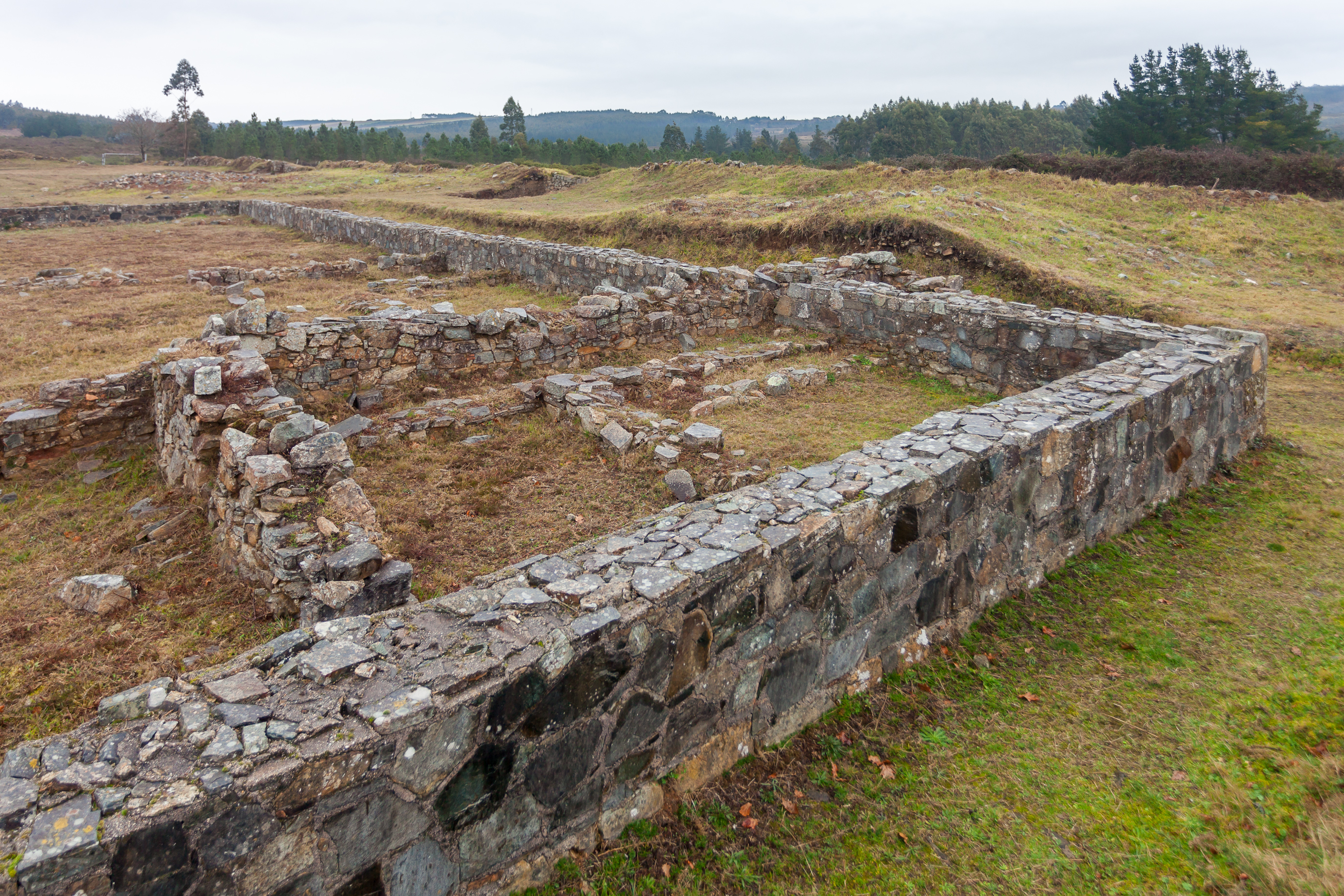
Zona parcialmente excavada

El abandono del campamento tuvo lugar en el siglo IV, cuando la unidad militar fue trasladada a Iuliobriga (Cantabria). Fue entonces cuando comenzó su deterioro, sobre todo en la época de la ocupación germánica, a pesar de que en algunas épocas fue nuevamente habitado. En el siglo XIX sufrió el expolio de su cantería para la construcción de edificios vecinos.

### Excavaciones
Las excavaciones del recinto comenzaron oficialmente en 1934, dirigidas por Ángel del Castillo López y Sebastián González, siendo Castillo quien identificó en 1943 que se trataba de un campamento romano y no una mansio (paradas oficiales en los caminos romanos). Los materiales encontrados en el lugar fueron abundantes, destacando piezas de cerámica, vidrios y utensilios de hierro y bronce. Se encontraron también monedas, pertenecientes a un rango de tiempo que engloba desde Domiciano (año 86) hasta Claudio II (año 270). La mayoría de estas piezas encontradas en A Ciadella están expuestas de manera permanente en el Museo Arqueológico e Histórico Castillo de San Antón, en la ciudad de La Coruña.
Buena parte del campamento no está excavado. Una parte del sitio excavado tiene una cubierta futurista (acero y vidrio) reutilizada, que protege las ruinas de los efectos erosivos. A pesar de todo, la zona cubierta ocupa una superficie inferior a la décima parte del recinto histórico, de forma que la mayor parte de las ruinas están expuestas a la acción de la lluvia, del viento y de la vegetación.